# Super-Formula-Saison 2015
Die Super-Formula-Saison 2015 war die 29. Saison der Super Formula. Sie umfasste insgesamt sieben Rennwochenenden. Die Saison begann am 19. April und endete am 8. November in Suzuka.

## Teams und Fahrer
Alle Teams fuhren mit dem Chassis Dallara SF14 und Reifen von Bridgestone.
| Team                         | Nr. | Fahrer                 | Motor         | Rennen |
| ---------------------------- | --- | ---------------------- | ------------- | ------ |
| Petronas Team TOM’S          | 01  | Kazuki Nakajima        | Toyota RI4A   | 1, 3–8 |
| Petronas Team TOM’S          | 01  | Kazuya Ōshima          | Toyota RI4A   | 2      |
| Petronas Team TOM’S          | 02  | André Lotterer         | Toyota RI4A   | 1–8    |
| Kondō Racing                 | 03  | James Rossiter         | Toyota RI4A   | 1–8    |
| Kondō Racing                 | 04  | William Buller         | Toyota RI4A   | 1–8    |
| Kygnus Sunoco Team LeMans    | 07  | Ryō Hirakawa           | Toyota RI4A   | 1–8    |
| Kygnus Sunoco Team LeMans    | 08  | Kamui Kobayashi        | Toyota RI4A   | 1–8    |
| Real Racing                  | 10  | Koudai Tsukakoshi      | Honda HR-414E | 1–8    |
| Real Racing                  | 11  | Takuya Izawa           | Honda HR-414E | 1–8    |
| Team Mugen                   | 16  | Naoki Yamamoto         | Honda HR-414E | 1–8    |
| KCMG                         | 18  | Yuichi Nakayama        | Toyota RI4A   | 1–8    |
| Lenovo Team Impul            | 19  | João Paulo de Oliveira | Toyota RI4A   | 1–8    |
| Lenovo Team Impul            | 20  | Andrea Caldarelli      | Toyota RI4A   | 1–8    |
| Drago Corse                  | 34  | Takashi Kogure         | Honda RI4A    | 1–8    |
| P.μ/cerumo・INGING           | 38  | Hiroaki Ishiura        | Toyota RI4A   | 1–8    |
| P.μ/cerumo・INGING           | 39  | Yūji Kunimoto          | Toyota RI4A   | 1–8    |
| Docomo Team Dandelion Racing | 40  | Tomoki Nojiri          | Honda RI4A    | 1–8    |
| Docomo Team Dandelion Racing | 41  | Narain Karthikeyan     | Honda RI4A    | 1–8    |
| Nakajima Racing              | 64  | Daisuke Nakajima       | Honda HR-414E | 1–8    |
| Nakajima Racing              | 65  | Bertrand Baguette      | Honda HR-414E | 1–8    |

## Rennkalender
Die Saison 2015 umfasste sieben Rennwochenenden mit insgesamt acht Rennen.
| Nr. | Datum         | Rennstrecke | Sieger                 | Zweiter         | Dritter                |
| --- | ------------- | ----------- | ---------------------- | --------------- | ---------------------- |
| 1.  | 19. April     | Suzuka      | André Lotterer         | Kazuki Nakajima | Narain Karthikeyan     |
| 2.  | 24. Mai       | Mimasaka    | Hiroaki Ishiura        | Kamui Kobayashi | Tomoki Nojiri          |
| 3.  | 19. Juli      | Fuji        | João Paulo de Oliveira | Kazuki Nakajima | Hiroaki Ishiura        |
| 4.  | 23. August    | Motegi      | Hiroaki Ishiura        | Kazuki Nakajima | João Paulo de Oliveira |
| 5.  | 13. September | Kamitsue    | Kazuki Nakajima        | Hiroaki Ishiura | Kamui Kobayashi        |
| 6.  | 18. Oktober   | Sugō        | André Lotterer         | Naoki Yamamoto  | Tomoki Nojiri          |
| 7.  | 08. November  | Suzuka      | André Lotterer         | Hiroaki Ishiura | Kamui Kobayashi        |
| 8.  | 08. November  | Suzuka      | Naoki Yamamoto         | Kazuki Nakajima | João Paulo de Oliveira |

## Wertungen

### Punktesystem
Die Punkte wurden nach folgendem Schema vergeben:
| Punkteverteilung | Punkteverteilung | Punkteverteilung | Punkteverteilung | Punkteverteilung | Punkteverteilung | Punkteverteilung | Punkteverteilung | Punkteverteilung | Punkteverteilung | Punkteverteilung |
| ---------------- | ---------------- | ---------------- | ---------------- | ---------------- | ---------------- | ---------------- | ---------------- | ---------------- | ---------------- | ---------------- |
| Rennen           | Platz            | 1                | 2                | 3                | 4                | 5                | 6                | 7                | 8                | PP               |
| 1–6              | Punkte           | 10               | 8                | 6                | 5                | 4                | 3                | 2                | 1                | 1                |
| 7, 8             | Punkte           | 8                | 4                | 3                | 2,5              | 2                | 1,5              | 1                | 0,5              | 1                |

### Fahrerwertung
| Pos. | Fahrer         | SU1 | OKA | FUJ | MOT | AUT | SUG | SU2 | SU2 | Punkte |
| ---- | -------------- | --- | --- | --- | --- | --- | --- | --- | --- | ------ |
| 01   | H. Ishiura     | 5   | 1   | 3   | 1   | 2   | 5   | 2   | 4   | 51,5   |
| 02   | K. Nakajima    | 2   | INJ | 2   | 2   | 1   | 4   | 4   | 2   | 45,5   |
| 03   | A. Lotterer    | 1   | 8   | 5   | 4   | 11  | 1   | 1   | DNF | 40,0   |
| 04   | J. de Oliveira | 4   | 5   | 1   | 3   | 5   | 7   | DNF | 3   | 34,0   |
| 05   | N. Yamamoto    | 15* | 4   | 12  | 8   | 7   | 2   | 14* | 1   | 26,0   |
| 06   | K. Kobayashi   | 9   | 2   | 10  | 17  | 3   | 6   | 3   | 9   | 20,0   |
| 07   | T. Nojiri      | 8   | 3   | 8   | 6   | 10  | 3   | 5   | DNF | 19,0   |
| 08   | R. Hirakawa    | 12  | 9   | 6   | 7   | 4   | 8   | 10  | 5   | 13,0   |
| 09   | Y. Kunimoto    | 17  | DNF | 4   | 18  | 8   | 17  | 7   | 8   | 7,5    |
| 10   | D. Nakajima    | 6   | 12  | DNF | 5   | 9   | 12  | DNF | 10  | 7,0    |
| 11   | N. Karthikeyan | 3   | 10  | DNF | 9   | 14  | 13  | 12  | 14  | 6,0    |
| 12   | J. Rossiter    | 16* | DNF | 7   | 12  | 6   | 14  | DNF | DNF | 5,0    |
| 13   | T. Izawa       | 7   | 7   | 11  | 10  | 12  | DNF | 8   | 15  | 4,5    |
| 14   | A. Caldarelli  | 11  | 6   | 9   | 11  | 15  | 16  | DNF | 12  | 4,0    |
| 15   | T. Kogure      | DNF | DNF | 16  | 14  | 13  | 11  | 6   | 7   | 2,5    |
| 16   | Y. Nakayama    | 13  | DNF | 15  | 16  | 19  | 10  | DNF | 6   | 1,5    |
| –    | K. Tsukakoshi  | DNS | 14  | 13  | DNF | 17  | 9   | 9   | 11  | 0,0    |
| –    | B. Baguette    | 10  | 11  | DNF | 15  | 16  | 18  | 11  | DNF | 0,0    |
| –    | W. Buller      | 14  | 13  | 14  | 13  | 18  | 15  | 13  | 13  | 0,0    |
| –    | K. Ōshima      |     | 15  |     |     |     |     |     |     | 0,0    |
| Pos. | Fahrer         | SU1 | OKA | FUJ | MOT | AUT | SUG | SU2 | SU2 | Punkte |

| Farbe                        | Bedeutung                               | Bedeutung |
| ---------------------------- | --------------------------------------- | --- |
| Gold                         | Sieger                                  | Sieger |
| Silber                       | 2. Platz                                | 2. Platz |
| Bronze                       | 3. Platz                                | 3. Platz |
| Grün                         | Platzierung in den Punkten              | Platzierung in den Punkten |
| Blau                         | Klassifiziert außerhalb der Punkteränge | Klassifiziert außerhalb der Punkteränge                                                                                         |
| Violett                      | Rennen nicht beendet (DNF)              | Rennen nicht beendet (DNF) |
| Violett                      | nicht klassifiziert (NC)                | |
| Rot                          | nicht qualifiziert (DNQ)                | nicht qualifiziert (DNQ) |
| Schwarz                      | disqualifiziert (DSQ)                   | disqualifiziert (DSQ) |
| Weiß                         | nicht am Start (DNS)                    | nicht am Start (DNS) |
| Weiß                         | zurückgezogen (WD)                      | |
| Weiß                         | Rennen abgesagt (C)                     | |
| Blanko                       | nicht teilgenommen                      | nicht teilgenommen |
| Blanko                       | verletzt oder krank (INJ)               | |
| Blanko                       | ausgeschlossen (EX)                     | |
| sonstige Formate und Zeichen | P/fett                                  | Pole-Position |
| sonstige Formate und Zeichen | kursiv                                  | Schnellste Rennrunde (in der GP2-Serie/FIA-Formel-2-Meisterschaft ab 2008 für die schnellste Rennrunde der besten zehn Piloten) |
| sonstige Formate und Zeichen | *                                       | nicht im Ziel, aufgrund der zurückgelegten Distanz aber gewertet                                                                |
| sonstige Formate und Zeichen | unterstrichen                           | Führender in der Gesamtwertung                                                                                                  |